# Ben Zakkaj
Ben Zakkaj (hebr. בן זכאי) – moszaw położony w samorządzie regionu Chewel Jawne, w Dystrykcie Centralnym, w Izraelu.
Leży na równinie Szaron, w otoczeniu miast Aszdod i Jawne, moszawów Bet Gamli’el, Benaja, Szedema i Kefar Awiw. Na północny zachód od moszawu jest baza lotnicza Palmachim, kosmodrom Palmachim i Centrum Badań Nuklearnych Sorek.

## Historia
Moszaw został założony w 1950 przez żydowskich imigrantów z Libii. Nazwany na cześć rabina Jochanana ben Zakkaja (ok. 30 p.n.e.-90 n.e.).

## Kultura i sport
W moszawie znajduje się ośrodek kultury i sportu, przy którym jest boisko do piłki nożnej oraz korty tenisowe.

## Gospodarka
Gospodarka moszawu opiera się na intensywnym rolnictwie, sadownictwie oraz hodowli drobiu.

## Komunikacja
Wzdłuż zachodniej granicy moszawu przebiega autostrada nr 4 (Erez–Kefar Rosz ha-Nikra), brak jednak możliwości wjazdu na nią. Z moszawu wychodzi lokalna droga, którą jadąc na północny wschód dojeżdża się do skrzyżowania z drogą ekspresową nr 42 (Aszdod–Riszon le-Cijjon).